# Pierre Ichon
Pierre Louis Ichon, né le 6 novembre 1757 à Génissac (province de la Guyenne, actuel département de la Gironde), mort le 30 décembre 1837 dans la même ville, est un membre du clergé et un homme politique de la Révolution française.

## Biographie

### Mandat à la Législative
La France devient une monarchie constitutionnelle en application de la constitution du 3 septembre 1791. Le même mois, Pierre Ichon, alors prêtre supérieur du collège des Oratoriens de Condom, est élu député du département du Gers, le troisième sur neuf, à l'Assemblée nationale législative.   
Il siège sur les bancs de la gauche de l'Assemblée. En avril 1792, il vote pour que les soldats du régiment de Châteauvieux, qui s'étaient mutinés lors de l'affaire de Nancy, soient admis aux honneurs de la séance. En août, il vote en faveur de la mise en accusation du marquis de La Fayette.  
La monarchie prend fin à l'issue de la journée du 10 août 1792 : les bataillons de fédérés bretons et marseillais et les insurgés des faubourgs de Paris prennent le palais des Tuileries. Louis XVI est suspendu et incarcéré, avec sa famille, à la tour du Temple.   

### Mandat à la Convention
En septembre 1792, Pierre Ichon est réélu député du Gers, le septième sur neuf, à la Convention nationale.  
Il siège sur les bancs de la Montagne. Lors du procès de Louis XVI, il vote la mort, et rejette l'appel au peuple et le sursis à l'exécution de la peine. Le 13 avril 1793, il est absent lors du scrutin sur la mise en accusation de Jean-Paul Marat. Le 28 mai, il est également absent lors du scrutin sur le rétablissement de la Commission des Douze.  

#### Le représentant en mission
Pierre Ichon est en effet envoyé en mission durant son mandat à la Convention.   
Le 8 mars 1793, il est envoyé, avec son collègue François Lamarque (député de la Dordogne) auprès de la section du Louvre. Le 9 mars, lui et son collègue Pierre Dartigoeyte (député des Landes) sont envoyés dans les départements du Gers et des Landes afin d'y accélérer la levée en masse.   

Dans une lettre du 9 frimaire an II (29 novembre 1793), il annonce renoncer à ses fonctions ecclésiastiques :   
Il me fut offert, il y a près de sept à huit ans, un diplôme appelé lettres de prêtrise. L'illuminé qui me le présenta croyait sans doute avoir fait  de moi un prêtre. Certes, c'est une erreur que je n'ai jamais partagée ; elle lui appartient tout entière, ainsi que le diplôme sot et absurde dont il voulut me faire dépositaire.  

## Sources
- « Pierre Ichon », dans Adolphe Robert et Gaston Cougny, Dictionnaire des parlementaires français, Edgar Bourloton, 1889-1891 [détail de l’édition]